# Chiều chuyển động
Chiều là một khái niệm dùng trong toán véc tơ dùng để chỉ hướng của vec tơ. Chiều là một khái niệm vật lý dùng để chỉ hướng chuyển động.

## Các chiều
Giả sử như không gian được chia ra làm Đông Tây Nam Bắc, Chuyển động ngang thì có hướng ngang dùng cho mọi chuyển động song song với mặt đất hay Chuyển động về hướng Đông  hay chuyển động về hướng Tây. Chuyển động dọc thì có hướng dọc dùng cho mọi chuyển động vuông góc với mặt đất. hay Chuyển động về hướng Bắc  hay chuyển động về hướng Nam. Chuyển động nghiêng thì có hướng nghiêng dùng cho mọi chuyển động có hướng Tây bắc Tây Nam hay Đông Bắc Đông Nam
Chuyển động nghiêng là tổng của chuyển động ngang với chuyển động dọc. Chuyển động Tây Bắc dùng để chỉ chuyển động ngang về hướng Tây và chuyển động dọc về hướng Bắc.